# Women's Central Association of Relief

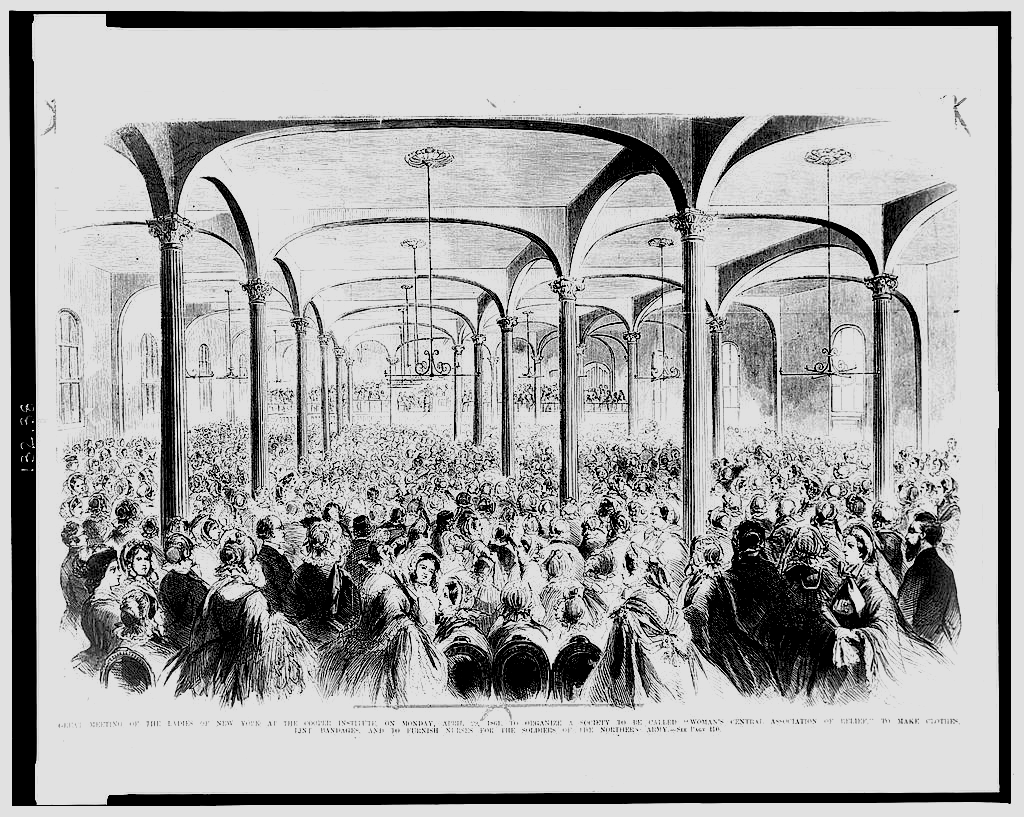
Le rassemblement au Cooper Institute, le lundi 29 avril 1861, de plusieurs milliers de femmes donna naissance à la "Woman's Central Association of Relief" (Bibliothèque du Congrès).

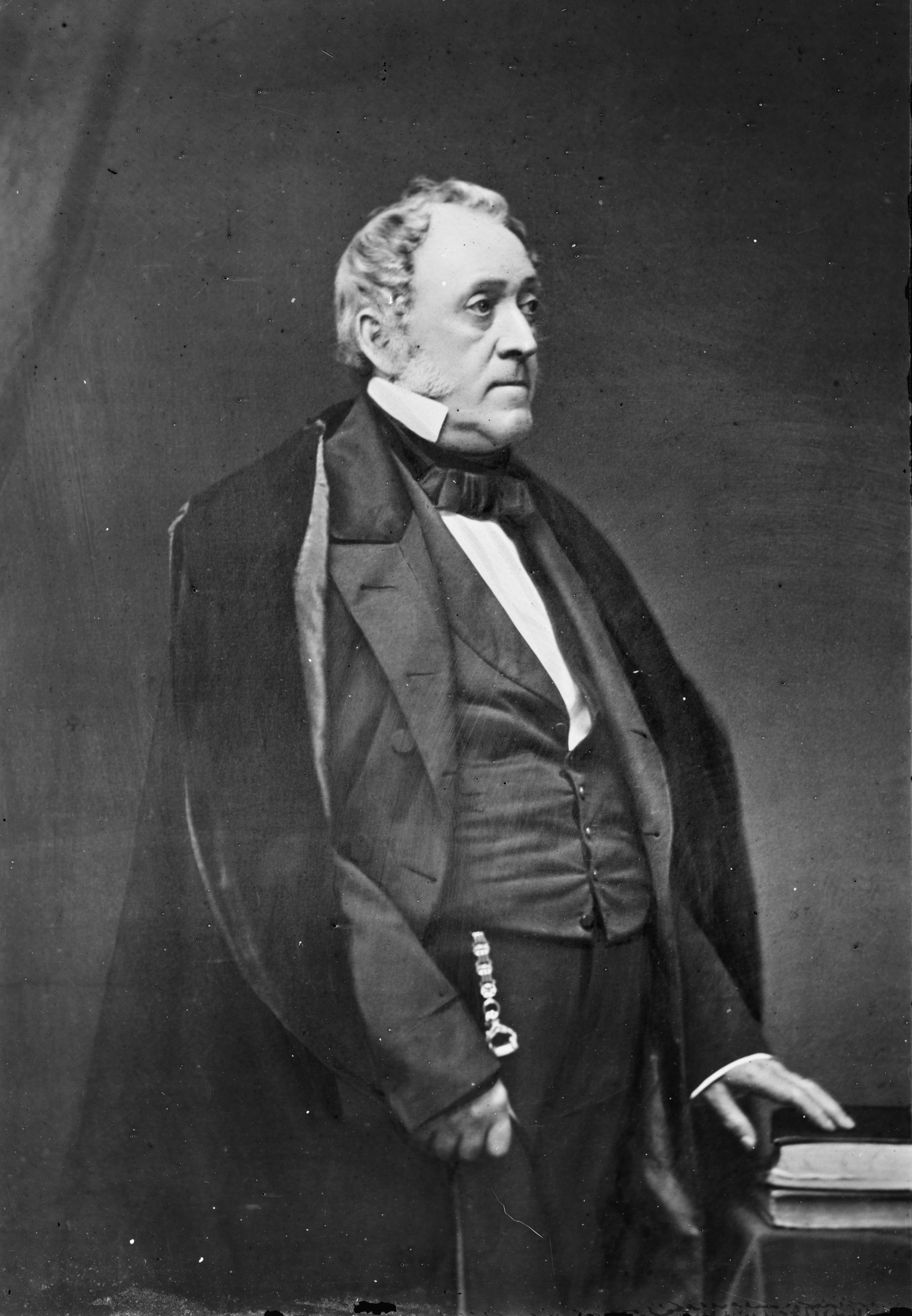
Le Dr Valentine Mott, chirurgien réputé, assura la présidence de la WCAR jusqu'à sa mort, le 26 avril 1865 (Bibliothèque du Congrès).

La Woman's Central Association of Relief (WCAR) fédéra, pendant la guerre de Sécession, jusqu'à 1 400 associations de secours aux soldats couvrant l'est de l'État de New York, le Connecticut, le Rhode Island, une partie du New Jersey, du Massachusetts, du Vermont et du Canada.
Fondée, au départ, pour coordonner l'élan de sympathie et pour former des infirmières à mettre au service de l'armée, elle devint, à la fin de la première année de guerre, une société auxiliaire de la United States Sanitary commission dont elle avait été l'initiatrice, participant pour le compte de celle-ci, à la logistique des approvisionnements collectés grâce à la générosité publique.
La WCAR fut, pour les très nombreuses femmes qui y assumèrent des responsabilités, une expérience formatrice que beaucoup prolongèrent, après le conflit, dans l'action civique.

## Contexte
Au déclenchement de la guerre de Sécession, un vaste mouvement de sympathie se développa dans les populations civiles vis-à-vis des hommes qui s'engageaient en masse dans les régiments de volontaires.
Dans les États de l'Union, une multitude d'associations féminines (soldiers' aid societies) furent créées, dans l'improvisation et le désordre, dès les premiers signes de guerre.

## Création et objet de l'association
La déperdition d'énergies, liée à la dispersion des bonnes volontés, interpella Elizabeth Blackwell et sa sœur Emily, qui avaient fondé, dans le Lower East Side la New York Infirmary for Indigent Women and Children, un dispensaire consacré aux femmes déshéritées et à leurs enfants.
Le 24 avril 1861, elles lancèrent un appel qui rassembla, le 29 du même mois, 2 000 à 3 000 femmes au Cooper Institute de New York. Ce meeting donna naissance à une association baptisée Woman's Central Association of Relief qui se fixait deux objectifs : coordonner l'action des sociétés de secours aux soldats, former des infirmières pour le service de l'armée. L'association était pilotée par un comité composé de 12 femmes et 12 hommes, mais c'est un de ces derniers, le pasteur Henry Whitney Bellows (en), qui fut porté à la présidence,.
Bureau
Valentine Mott, M.D, président.

Henry W. Bellows, D.D, vice-président.

G. F. Allen, Esq, secrétaire

Howard Potter, Esq. trésorier.
Conseil d'administration
| H.W. Bellows, D.D., chairman Mrs G. L. Schuyler Miss Ellen Collins F. L. Olmsted, Esq | Valentine Mott, M.D. Mrs T. D'Orémieux W. H. Draper, M.D. G. F. Allen, Esq. |

Registration committee,,.
| E. Blackwell, M. D., chairman Mrs H. Baylis Mrs V. Botta Wm A. Muhlenburg, D. D. | Mrs W. P. Griffin, secretary Mrs J. A. Swett Mrs C. Abernethy E. Harris, M. D. |

Commission des finances
| Howard Potter, Esq. John D. Wolfe, Esq. William Hague, D. D. J. H. Markoe, M. D. | Mrs Hamilton Fish Mrs. C. M. Kirkland Mrs C. W. Field Asa D. Smith, D. D. |

Pendant que le programme de formation des infirmières débutait, sous la houlette des sœurs Blackwell, dans des conditions difficiles, le président Bellows, accompagné de quelques gentlemen, fit le siège des autorités, à New York, puis à Washington, pour établir un lien entre la générosité publique fédérée par la WCAR et le service de santé de l'armée.

## Création de la Commission sanitaire et filialisation de la WCAR
Après quelques déconvenues, les délégués de la WCAR obtinrent finalement, moyennant l'abandon de certaines de leurs positions initiales, la création par le Gouvernement, d'une Commission of Inquiry and Advice in respect of the Sanitary interests of the United States Forces, chargée d'enquêter sur les besoins des troupes et de conseiller l'armée sur les mesures sanitaires et hygiéniques à mettre en place,.
Cette commission, rapidement renommée United States Sanitary Commission, se dota d'un conseil d'administration exclusivement masculin et entrepris de réaliser, au niveau de l'Union, ce que les sœurs Blackwell avaient tenté au niveau de la Nouvelle-Angleterre.
Dans ce mouvement, en septembre 1861, la WCAR devint, à l'instar de la plupart des associations de bienfaisance de l'Union, une filiale de la Commission sanitaire et son correspondant territorial,.

## Le programme de formation des infirmières

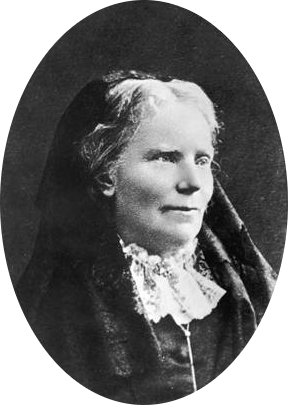
Elizabeth Blackwell, première femme médecin des États-Unis, fut à l'origine, avec H. W. Bellows et E. Harris, de la création de la Woman's Central Relief Association qui donna naissance à la USSC.

Elizabeth Blackwell, l'inspiratrice de la WCAR, avait été en partie formée à l'étranger et en avait ramené l'idée que l'infirmière devait être une véritable auxiliaire du médecin ayant  reçu une formation ad hoc, selon le modèle anglais défendu par Florence Nightingale, plutôt qu'une sœur de charité docilement assujettie aux ordres du corps médical et cantonnée au confort du malade.
Elle avait ainsi prévu de former des femmes de la bonne société aux rudiments du métier d'infirmières, afin qu'elles puissent, à leur tour, former les hommes « les moins aptes au combat » qui faisaient alors, sans aucune formation, office d'infirmiers auprès des malades et des blessés de l'armée de l'Union.
« Nous devons apprendre comment faire le lit des blessés, cuisiner la nourriture appropriée pour les malades, nettoyer et panser les plaies et toutes les autres choses qui s'imposent comme la bonne tenue et l'aération des chambrées. »
Ce projet était loin d'être unanimement compris ou partagé par le corps médical, et notamment par les médecins militaires.
Le ministère de la Guerre, tout en acceptant les premières recrues formées par les sœurs Blackwell, confia à Dorothea Dix, connue alors pour son travail sur l'amélioration des conditions d'internement, la surintendance des infirmières de l'armée.
Les déconvenues des sœurs Blackwell ne les détournèrent pas de leur programme de formation d'infirmières. Elles acceptèrent à contre-cœur les directives de Dorothea Dix et instruisirent une quarantaine de femmes aux rudiments des soins infirmiers et les présentèrent au service médical de l'armée, qui fit parfois des difficultés à les intégrer. Le programme perdit alors de son caractère officiel et se poursuivit de manière plus informelle,

## La WCAR sous la direction de Louisa Lee Schuyler

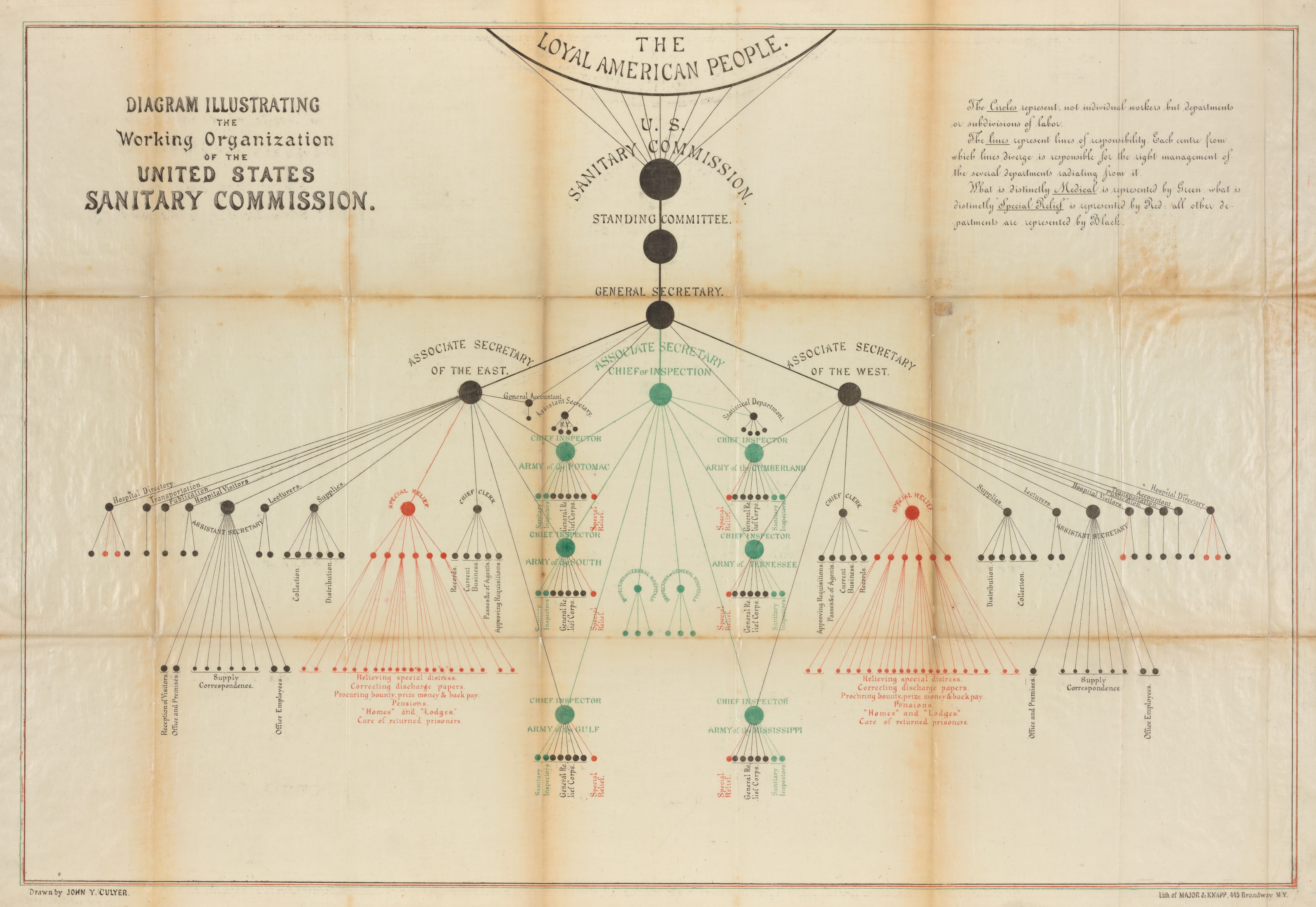
Organigramme de la United States Sanitary Commission (John Y. Culyer, New York Public Library)

Elizabeth Blackwell s'éloigna alors de la WCAR et ce fut à Louisa Lee Schuyler, une jeune femme de 24 ans, de prendre la direction de ce qui était devenu entretemps une organisation d'importance affiliée à la Sanitary commission. Elle fédérait alors 1 462 associations de secours aux soldats couvrant l'est de l'État de New York, le Connecticut, le Rhode Island, et une partie du New Jersey, du Massachusetts, du Vermont et du Canada.
La WCAR s'occupait essentiellement d'approvisionner le département general reliefde la Commission.
La gestion des dons en nature nécessita la mise en place d'une administration et d'une logistique proportionnées à l'ampleur de la générosité publique. Celle-ci s'était tout d'abord exercée selon un principe de proximité, chaque communauté souhaitant que les colis qu'elle avait constitués arrivent bien, sur le front, entre les mains « des gars du pays ».
« De nombreuses difficultés et des échecs ternirent bientôt l'image de ces efforts désordonnés. L'accumulation de denrées périssables destinées aux soldats devint monumentale. Elles exigeaient des transports immédiats tandis que les cheminots qui administraient les convois de fret et les express étaient au désespoir. Les ménagères raflaient tout ce qui se trouvait sur les étagères de leurs garde-manger et empaquetaient des pots de fruits au sirop, de confiture et de gelée avec les vêtements et les couvertures, les livres, le papier à lettres, les photographies et les confort bags. Les wagons de marchandises furent bientôt envahis par des friandises fermentées, des pâtisseries et des gâteaux tournés, des conserves de viande et de soupe mal stérilisées [qui furent] jetés en route, avec les vêtements et le papier à lettres, saturés par l'effervescence des produits en décomposition avec lesquels ils avaient été empaquetés. »
Chacun finit par accepter, d'abord à contre-cœur, le « principe fédéral » de mutualiser les efforts et d'abandonner le caractère personnel des donations afin de gagner en efficacité. À partir de ce moment, les colis commencèrent à arriver dans les bâtiments du no 10 Cooper Union, qui faisaient office d'entrepôt central pour la WCAR.
La générosité désordonnée des premiers mois de la guerre fut encadrée par des règles édictées par la Sanitary commission et appliquées par tous ses « correspondants ». L'afflux irrégulier des dons, qui générait des déperditions et des périodes de manque, fut maîtrisé par l'imposition d'un rythme mensuel et  par des échanges hebdomadaires entre les correspondants et la Commission quant aux besoins à privilégier.
Des dizaines de bénévoles recevaient, déballaient, vérifiaient, reconditionnaient les dons en nature. Trois registres documentaient les arrivées de colis, puis le contenu des colis reconditionnés, enfin le détail du stock et ses mouvements. Des rapports mensuels étaient présentés au bureau et envoyés à la Commission sanitaire.
D'autres bénévoles rédigeaient des lettres de remerciement, faisaient imprimer des circulaires, inséraient des annonces dans les journaux, organisaient des soirées de bienfaisance pour lever des fonds.
Plus tard, quand les spéculations liées aux pénuries menacèrent de tarir cette source, la WCAR fut autorisée par la Commission à établir une centrale d'achat qui permettait à ses affiliées d'acheter à bas pris du tissu et de la mercerie pour confectionner les draps, chemises, mouchoirs, qu'elles restituaient ensuite sous forme de dons. Elle alla même jusqu'à doubler la mise : les affiliées qui commandaient pour 20 $ de fournitures recevaient 40 $ de marchandise. Pour maintenir la motivation de ses donatrices et à titre exceptionnel, la WCAR renfloua parfois les finances des organisations associées.
En février 1863, Louisa Lee Schuyler reprit à son compte une idée développée par la branche de Boston et entrepris de structurer le réseau d'associations qui alimentaient la WCAR. Dans chacun des districts placés sous sa compétence, elle identifia des femmes susceptibles d'assumer des responsabilités et les forma aux fonctions de associate manager. Elles étaient chargées de l'animation de proximité, entretenant l'élan de générosité, informant les paroisses, les assemblées publiques, accueillant les conférenciers recrutés par la WCAR et faisant circuler sa littérature celle de la Commission sanitaire.
La Woman's Central Association of Relief fut dissoute le 7 juillet 1865.
« Décide, 
que, la fin de la guerre ayant autorisé cette association à conclure le travail pour lequel elle a été créée, la Woman's Central Association of Relief pour l'Armée et la Marine des États-Unis est ici dissoute et la réunion ajournée sine die. »
Du 1er mai 1861 au 7 juillet 1865, elle avait expédié 19 000 colis à la Commission sanitaire, pour un budget total de fonctionnement de seulement 61 386 $.